# Matsiloje
Matsiloje is een dorp in het district North-East in Botswana. De plaats telt 2380 inwoners (2011).